# Didier-Léon Marchand
Didier-Léon Marchand (* 1. November 1925 in La Chapelle-de-Surieu, Département Isère; † 16. Februar 2022 in Valence) war ein französischer Geistlicher und römisch-katholischer Bischof von Valence.

## Leben
Didier-Léon Marchand empfing nach seiner philosophischen und theologischen Ausbildung am Priesterseminar von Grenoble, der Universität Grenoble und am Institut Catholique de Lyon am 19. Mai 1951 die Priesterweihe. Er war in der Seelsorge im Bistum Grenoble tätig.
Papst Johannes Paul I. ernannte ihn am 8. September 1978 zum Bischof von Valence. Der Bischof von Grenoble, Gabriel-Marie-Joseph Matagrin, spendete ihm am 5. November desselben Jahres die Bischofsweihe; Mitkonsekratoren waren Michel Louis Marie Joseph Mondésert, Weihbischof in Grenoble, und Jean Hermil, Bischof von Viviers. In der Französischen Bischofskonferenz war er Vorsitzender des Ständigen Ausschusses für Information und Kommunikation.
Am 11. Dezember 2001 nahm Papst Johannes Paul II. seinen altersbedingten Rücktritt an. Er starb im Alter von 96 Jahren im Altersheim l’Olivier in Valence.